# Ignacio Jeraldino
Ignacio Alejandro Jeraldino Jil (Llay-Llay; 6 de diciembre de 1995) es un futbolista chileno que se desempeña como delantero en Unión Española de la Primera División de Chile. 
Fue internacional absoluto con la selección de fútbol de Chile en 2018 y 2019.

## Trayectoria
Se inició en las divisiones inferiores de Unión San Felipe. En 2011, fue promovido al primer equipo. Debutó en Primera División el 2 de octubre de aquel año, con tan solo quince años y diez meses, en un partido que enfrentó al conjunto aconcagüino contra Santiago Wanderers válido por la jornada 11 del Torneo Clausura, en el que ingresó a los 77' de juego, luciendo la camiseta número 10. Posteriormente, el 28 del mismo mes, vio acción en el compromiso disputado ante Cobreloa que finalizó en igualdad 1 a 1 en el Estadio Municipal de San Felipe.
En 2012, fue enviado a la filial del club, que por ese entonces militaba en la Segunda División de Chile, tercera categoría del balompié chileno, donde se convirtió en una de las figuras del equipo marcando 4 goles en 16 partidos, pese a su poca experiencia.
El 2013, el director técnico Nelson Soto lo ascendió nuevamente al primer equipo. Hizo su estreno en Primera B el 21 de abril de aquel año, en un compromiso disputado contra Deportes La Serena donde arrancó como titular, jugó todo el partido y anotó un gol a los 55' de juego.
Para la temporada 2014-15, el Parma de la Serie A de Italia adquirió su pase mediante una cesión por toda la temporada. Sin embargo, en febrero de 2015, el jugador debió retornar a Unión San Felipe debido a un abrupto término del préstamo por las deudas y profunda crisis económica del club italiano. Durante su estadía en Europa, compartió camarín con figuras como Antonio Nocerino y Antonio Cassano.
El 29 de mayo de 2015, se confirmó su incorporación a Unión La Calera, equipo de la Primera División de Chile, a préstamo por un año.
Luego de haber retornado a Unión San Felipe, donde militó durante la temporada 2016-17, el segundo semestre de 2017 se incorporó a Audax Italiano para afrontar el Torneo de Transición de la Primera División de Chile.
Tras una gran campaña el año 2019, que lo tuvo como uno de los goleadores del torneo, fue oficializado como refuerzo de Atlas Fútbol Club. En 2020 fue traspasado al Santos Laguna, también de México. Tras una pobre campaña, en junio de 2022 fue anunciada su cesión a Coquimbo Unido de su país natal.
En enero de 2023 es nuevamente cedido, esta vez al Sporting de Gijón de la Segunda División española, hasta final de temporada.En junio de 2023 renovó su contrato por tres temporadas más; sin embargo en enero de 2024 rescindió su contrato con el equipo español por acuerdo mutuo.El 27 de ese mismo mes, fue anunciado su regreso a Audax Italiano.
En enero de 2025, a través de un comunicado de prensa del SIFUP, se señaló que el delantero estaba siendo objeto de presiones y hostigamiento por parte de su club, siendo excluido de los entrenamientos y la pretemporada del cuadro itálico.Tras ser reincorporado, en febrero señalo en una entrevista que los problemas con la dirigencia audina se debieron a no aceptar las condiciones para un traspaso a Banfield de Argentina,  operación en que jugador resignaría dinero. Tras esto, el presidente y dueño del club Gonzalo Cilley le indicó que no jugaría el resto de la temporada.El 10 de febrero de 2025, se anunció que Audax Italiano fue denunciado a la Dirección del Trabajo de Chile por la Ley Karin, siendo el primer club de futbol profesional denunciado por esta instancia.
Dicha denuncia quedó atrás, luego que el 10 de febrero de 2025 se anuncia su traspaso a Unión Española de la primera división chilena.

## Selección nacional

### Selección Sub-20
Considerado una de las cartas de gol chilena, debido a su participación en el elenco juvenil del Parma Calcio 1913, el entonces entrenador de la Selección chilena Sub-20, Hugo Tocalli, lo incluyó en la nómina de 23 jugadores que viajaron a Uruguay para disputar el Sudamericano Sub-20 de 2015, certamen en el cual disputó cuatro encuentros, dos de ellos como titular, sin poder anotar. Finalmente, Chile fue eliminando en primera fase, tras tres derrotas y solo un triunfo en dicho torneo, ubicándose último en el Grupo B.
| Torneo                      | Sede    | Resultado    | Partidos | Goles |
| --------------------------- | ------- | ------------ | -------- | ----- |
| Sudamericano Sub-20 de 2015 | Uruguay | Primera fase | 4        | 0     |

### Selección absoluta
Debido al buen nivel mostrado en Audax Italiano, el 30 de agosto de 2018 recibió su primera citación a la selección mayor, siendo una de las principales novedades en la nómina de 24 jugadores entregada por el entrenador Reinaldo Rueda para los compromisos amistosos de la Selección Chilena ante Japón y Corea del Sur a disputarse los días 7 y 11 de septiembre, respectivamente. Durante dicha gira, debutó a nivel absoluto con tan solo 22 años en la igualdad sin goles ante Corea del Sur en el Estadio Mundialista de Suwon, ingresando a los 58' de partido en reemplazo de Diego Rubio, con la camiseta número 26 en su espalda.

### Partidos internacionales
Actualizado hasta el 10 de septiembre de 2019.
| Partidos internacionales | Partidos internacionales | Partidos internacionales                                      | Partidos internacionales | Partidos internacionales | Partidos internacionales | Partidos internacionales | Partidos internacionales | Partidos internacionales |
| N.º                      | Fecha                    | Estadio                                                       | Local                    | Resultado                | Visitante                | Goles                    | DT                       | Competición              |
| ------------------------ | ------------------------ | ------------------------------------------------------------- | ------------------------ | ------------------------ | ------------------------ | ------------------------ | ------------------------ | ------------------------ |
| 1                        | 12 de septiembre de 2018 | Suwon World Cup Stadium, Suwon, Corea del Sur                 | Corea del Sur            | 0-0                      | Chile                    |                          | Reinaldo Rueda           | Amistoso                 |
| 2                        | 12 de octubre de 2018    | Hard Rock Stadium, Miami, Estados Unidos                      | Perú                     | 3-0                      | Chile                    |                          | Reinaldo Rueda           | Amistoso                 |
| 3                        | 5 de septiembre de 2019  | Los Angeles Memorial Sports Arena, California, Estados Unidos | Chile                    | 0-0                      | Argentina                |                          | Reinaldo Rueda           | Amistoso                 |
| 4                        | 10 de septiembre de 2019 | Estadio Olímpico Metropolitano, San Pedro Sula, Honduras      | Honduras                 | 2-1                      | Chile                    |                          | Reinaldo Rueda           | Amistoso                 |
| Total                    | Total                    | Total                                                         | Presencias               | 4                        | Goles                    | 0                        |                          |                          |

| Selección chilena | Selección chilena | Selección chilena |
| Año               | Partidos          | Goles             |
| ----------------- | ----------------- | ----------------- |
| 2018              | 2                 | 0                 |
| 2019              | 2                 | 0                 |
| Total             | 4                 | 0                 |

## Estadísticas
| Unión San Felipe · Chile     | 1.ª              | 2011             | 2   | 0  | —  | —  | — | — | 2   | 0  | 0.00 |
| Unión San Felipe · Chile     | 1.ª              | 2012             | 1   | 0  | 4  | 1  | — | — | 5   | 1  | 0.2  |
| Unión San Felipe 'B' · Chile | 3.ª              | 2012             | 16  | 4  | —  | —  | — | — | 16  | 4  | 0.25 |
| Unión San Felipe 'B' · Chile | Total club       | Total club       | 16  | 4  | 0  | 0  | 0 | 0 | 16  | 4  | 0.25 |
| Unión San Felipe · Chile     | 2.ª              | 2013             | 4   | 2  | —  | —  | — | — | 4   | 2  | 0.5  |
| Unión San Felipe · Chile     | 2.ª              | 2013-14          | 28  | 3  | 8  | 4  | — | — | 36  | 7  | 0.19 |
| Parma · Italia               | 1.ª              | 2014-15          | —   | —  | —  | —  | — | — | 0   | 0  | 0.00 |
| Parma · Italia               | Total club       | Total club       | 0   | 0  | 0  | 0  | 0 | 0 | 0   | 0  | 0.00 |
| Unión La Calera · Chile      | 1.ª              | 2015-16          | 20  | 1  | 6  | 3  | — | — | 26  | 4  | 0.15 |
| Unión La Calera · Chile      | Total club       | Total club       | 20  | 1  | 6  | 3  | 0 | 0 | 26  | 4  | 0.15 |
| Unión San Felipe · Chile     | 2.ª              | 2016-17          | 23  | 6  | 2  | 0  | — | — | 25  | 6  | 0.24 |
| Unión San Felipe · Chile     | Total club       | Total club       | 65  | 13 | 14 | 5  | 0 | 0 | 79  | 18 | 0.23 |
| Audax Italiano · Chile       | 1.ª              | 2017             | 6   | 0  | 2  | 0  | — | — | 8   | 0  | 0.00 |
| Audax Italiano · Chile       | 1.ª              | 2018             | 29  | 8  | 8  | 4  | 2 | 0 | 39  | 12 | 0.31 |
| Audax Italiano · Chile       | 1.ª              | 2019             | 22  | 11 | 5  | 2  | — | — | 27  | 13 | 0.48 |
| Atlas · México               | 1.ª              | 2019-20          | 9   | 2  | 1  | 1  | — | — | 10  | 3  | 0.3  |
| Atlas · México               | 1.ª              | 2020-21          | 17  | 1  | —  | —  | — | — | 17  | 1  | 0.05 |
| Atlas · México               | Total club       | Total club       | 26  | 3  | 1  | 1  | 0 | 0 | 27  | 4  | 0.15 |
| Santos Laguna · México       | 1.ª              | 2020-21          | 17  | 0  | —  | —  | — | — | 17  | 0  | 0.00 |
| Santos Laguna · México       | 1.ª              | 2021-22          | 19  | 1  | —  | —  | 1 | 0 | 19  | 1  | 0.05 |
| Santos Laguna · México       | Total club       | Total club       | 36  | 1  | 0  | 0  | 1 | 0 | 36  | 1  | 0.03 |
| Coquimbo Unido · Chile       | 1.ª              | 2022             | 14  | 4  | 1  | 0  | — | — | 15  | 4  | 0,27 |
| Coquimbo Unido · Chile       | Total club       | Total club       | 14  | 4  | 1  | 0  | 0 | 0 | 15  | 4  | 0.27 |
| Real Sporting · España       | 2.ª              | 2022-23          | 8   | 0  | —  | —  | — | — | 8   | 0  | 0.00 |
| Real Sporting · España       | 2.ª              | 2023-24          | 3   | 0  | 2  | 0  | — | — | 5   | 0  | 0.00 |
| Real Sporting · España       | Total club       | Total club       | 11  | 0  | 2  | 0  | 0 | 0 | 13  | 0  | 0.00 |
| Audax Italiano · Chile       | 1.ª              | 2024             | 29  | 12 | —  | —  | — | — | 29  | 12 | 0.41 |
| Audax Italiano · Chile       | Total club       | Total club       | 86  | 31 | 15 | 6  | 2 | 0 | 103 | 37 | 0.36 |
| Total en carrera             | Total en carrera | Total en carrera | 274 | 57 | 39 | 15 | 3 | 0 | 317 | 72 | 0.23 |
| 1. 2. 3.                     |                  |                  |     |    |    |    |   |   |     |    |      |